# 암보히망가 왕실 언덕

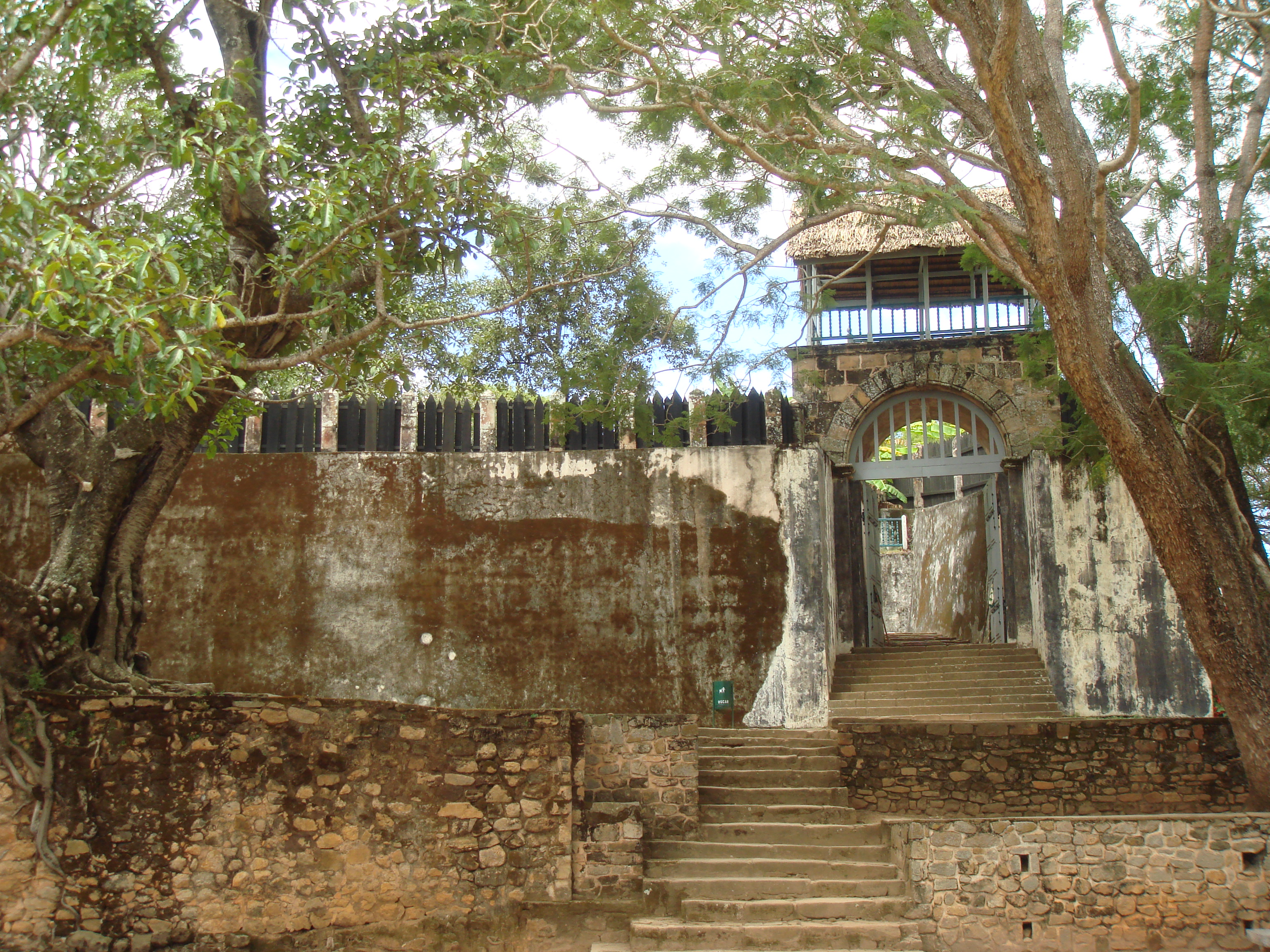
암보히망가에 있는 왕궁

암보히망가 왕실 언덕(영어: Royal Hill of Ambohimanga)은 마다가스카르에 위치한 유네스코 세계문화유산이다. 마다가스카르의 수도 안타나나리보에서 동쪽으로 24km 떨어진 곳에 위치해 있다.

## 개요
암보히망가는 마다가스카르 언어로 ‘푸른 언덕’이나 ‘아름다운 언덕’을 의미한다. 언덕 로바(Rova)는 고궁과 그 요새 흔적이 남아 있으며, 현재는 박물관이 위치해 공개되어 있다. 왕궁은 성벽으로 둘러싸여 있으며, 왕궁으로 7개의 문으로 이어져 있다. 7개의 문의 위치는 점성술로 결정된 것으로 추측되고 있다. 요새의 성벽은 돌과 달걀 흰자로부터 만든 시멘트로 지어져 있다. 달걀 흰자위는 약 1,600만개가 사용된 것으로 추정된다. 요새 내부의 왕궁은 메리나 왕국이 마다가스카르를 최초로 통일하였을 때의 왕이 살았던 목조 건물이며, 1788년 경에 세워진 것으로 추정되고 있다.